# Basilica (Verona)
La Basilica di Verona era un complesso facente parte dell'area del Foro della città romana, corrispondente all'odierna Piazza delle Erbe. Dell'edificio rimangono solo alcuni resti individuati durante scavi archeologici.

## Storia
La sistemazione della zona ad occidente del Foro e la conseguente costruzione della Basilica si attuò in Età giulio-claudia, in contemporanea a quella della Curia. Si trattava di un elemento fondamentale allo svolgimento della vita cittadina, in quanto vi si svolgevano sia funzioni civili che amministrative, in particolare si compivano transazioni commerciali e si amministrava la giustizia. Data la sua rilevanza, durante la dinastia dei Severi l'edificio subì importanti lavori di ristrutturazione, come testimoniano numerosi elementi decorativi rinvenuti durante scavi archeologici e databili tra la fine del II e i primi decenni del III secolo. Durante questi lavori, svolti in un momento di forte vivacità edilizia della città, si accorciò l'aula e la si dotò di un'abside, e venne rifatto il colonnato interno in chiave più riccamente decorativa.
Resti imponenti dell'edificio furono rinvenuti in via Portici, in via Pellicciai, in via Sella e via Mazzini, tuttavia tra il 1925 e il 1927 operazioni di ristrutturazione dell'antico ghetto ebraico portarono alla perdita quasi completa delle tracce e informazioni del monumento romano.

## Descrizione
L'edificio della Basilica romana venne realizzata in contiguità con la Curia, dalla quale era divisa da una strada. I due edifici occupavano la parte occidentale del Foro veronese e occupavano lo stesso spazio, ovvero un'area di circa 78 metri di lunghezza per 27,50 di larghezza. La costruzione era a pianta rettangolare e perimetrata da un muro, che all'esterno era scandito da lesene mentre all'interno era affiancato da colonnati. Lungo il decumano che lo divideva dalla Curia era presenta la gradinata che ne consentiva l'accesso. Nell'edificio si trovavano diverse sculture, sia decorative che raffiguranti illustri personaggi dell'epoca.